# Dimitrie Dan
Dimitrie Dan (n. 8 octombrie 1856, Suceava – d. 25 mai 1927, Cernăuți) a fost un folclorist și istoric român, membru corespondent (din 1904) al Academiei Române.
A fost paroh esposit la Iujineț, apoi paroh în Lujeni (din 1890) și Straja. Și-a făcut studiile secundare la Suceava și pe cele superioare la Cernăuți în cadrul Universității Teologice. A publicat o serie de studii privind istoria și folclorul Bucovinei, unele fiind scrise și în limba germană.

## Lucrări publicate
- Din toponimia românească. Studiu istorico-lingvistic, București, 1896, 75 p.;
- Comuna Straja și locuitorii ei. Studiu istoric, topografie și istoric, Cernăuți, 1897, 112 p.;
- Mănăstirea și comuna Putna, București 1905, volumul IV, 262 p.